# کافا (آریزونا)
کافا (به انگلیسی: Kofa) یک منطقهٔ مسکونی در ایالات متحده آمریکا است که در آریزونا واقع شده‌است. کافا ۱۱۹ متر بالاتر از سطح دریا واقع شده‌است.